# Лунка-Гоєшть
Лу́нка-Гоє́шть, Лунка-Гоєшті (рум. Lunca Goiești) — село у повіті Алба в Румунії. Входить до складу комуни Відра.
Село розташоване на відстані 328 км на північний захід від Бухареста, 61 км на північний захід від Алба-Юлії, 68 км на південний захід від Клуж-Напоки, 146 км на північний схід від Тімішоари.

## Населення
За даними перепису населення 2002 року у селі проживали 54 особи, усі — румуни. Усі жителі села рідною мовою назвали румунську.